# MARPOL
MARPOL 73/78 és la forma curta per a referir-se al Conveni Internacional per Prevenir la Contaminació pels Vaixells de 1973 (en anglès: International Convention for the Prevention of Pollution from Ships, 1973), modificat pel Protocol de 1978. És un dels convenis internacionals més importants sobre el medi ambient marí i va ser elaborat per l'Organització Marítima Internacional amb l'objectiu de minimitzar la contaminació dels oceans i els mars, considerant els abocaments, el petroli i la contaminació atmosfèrica.
El MARPOL original es va signar el 17 de febrer de 1973, però no va entrar en vigor en la data de la signatura. El conveni actual és una combinació del Conveni de 1973 i el Protocol de 1978, que va entrar en vigor el 2 d'octubre de 1983. El gener de 2018, 156 estats en formaven part, essent estats de bandera del 99,42% del total mercantil mundial. Tots els vaixells abanderats de països signataris de MARPOL estan subjectes als seus requisits, sense importar el lloc per on naveguin i els països membres són responsables dels vaixells inscrits en el seu registre nacional de vaixells.